# Тречела (Милано)
Тречела је насеље у Италији у округу Милано, региону Ломбардија.
Према процени из 2011. у насељу је живело 2704 становника. Насеље се налази на надморској висини од 125 м.